# بنگا آکینابه
بنگا آکینابه (یوروبایی: Gbenga Akinnagbe) یک هنرپیشه و نویسنده نیجریه‌ای‌تبار اهل ایالات متحده آمریکا است.
از فیلم‌ها یا مجموعه‌های تلویزیونی که وی در آن‌ها نقش داشته است می‌توان به وایر، روز استقلال: بازخیز، بلیت بخت‌آزمایی، لبه تاریکی، نظم و قانون: واحد قربانیان ویژه خانواده سوج، فرینج، همسر خوب، ابتدایی، ۲۴: یک روز دیگر زنده بمان، پیروی، نامحدود، دیترویت، فورت بلیس، مال، هاله پوچ و گرفتن پلهام ۱۲۳ اشاره نمود.